# 鶴岡秀子
鶴岡 秀子（つるおか ひでこ、1968年5月8日 - ）は、日本の連続起業家（シリアル・アントレプレナー）、実業家、著作家。東京都板橋区出身、日本大学経済学部経営学科卒業。血液型はA型。

## 概要
1968年生まれ。1児の母。事業家の父の影響で、10歳の時には将来起業すると決める。大学卒業後、アパレルの接客の仕事から経営企画・人事企画に異動。1999年外資系コンサルティングファームに入社し、大手企業のコンサルティングを経験して2000年に独立。ネットリサーチ会社（現：楽天インサイト）を仲間と起業して5年後に売却。この間に出産を経験。
2006年念願のホテルマネジメント会社 ザ・レジェンド・ホテルズ&トラスト株式会社を設立、代表取締役CEOに就任。2007年アントレプレナーセンター主催 『ドリームプラン・プレゼンテーション2007全国大会』第1回共感大賞を受賞。2009年～2012年 レギュラーラジオ番組『鶴岡秀子の夢実現の法則』を放送。
現在、福祉事業（障がい・介護）の設立・運営など複数の事業を行いながら、足踏み中のホテル事業リスタートを目指している。「人に元気を与える」と題する講演は「流通・美容・サービス業界」「金融・保険業界」「医療機関」「教育機関」「行政機関」といった各種業界で幅広い支持を受けている。参加者は4万人を超える。

## 略歴
- 1968年（昭和43年） 東京都板橋区に生まれる。
- 1975年（昭和50年） 板橋区立下赤塚小学校入学。
- 1981年（昭和56年） 板橋区立赤塚第二中学校入学。
- 1984年（昭和59年） 日本大学豊山女子高等学校に入学。
- 1991年（平成3年） 日本大学経済学部経営学科を卒業。婦人服アパレル会社の株式会社ロベリアに入社。店舗勤務。
- 1992年（平成4年）  ロベリア 店舗実習、経営企画、人事企画。
- 1999年（平成11年） 朝日アーサーアンダーセン KM・TR関係、シニアコンサルタント。
- 2000年（平成12年） 株式会社サイバーブレインズを設立、取締役就任。
- 2006年（平成18年） ザ・レジェンド・ホテルズ&トラスト株式会社を設立、代表取締役CEOに就任。
- 2007年（平成19年） 12月15日 株式会社アントレプレナーセンター主催の「夢（ドリーム）プラン・プレゼンテーション2007全国大会」にて、「伝説のホテル〜千年後の地球のために〜」を発表し、第1回共感大賞を受賞。
- 2009年（平成21年） 2月6日 グリーンシートにて株式公開。
- 2009年（平成21年） 7月6日 ラジオNIKKEIより、レギュラーラジオ番組『鶴岡秀子の夢実現の法則[2]』放送開始。
- 2012年（平成24年） タラサ志摩ホテル＆リゾート（当時 星野リゾートタラサ志摩）の運営を受注。プレオープン後、グランドオープン前に撤退。

## エピソード
- 父に5歳くらいから会社経営に関する質問をよく行っていた[3]。
- 10歳から起業したいと思っていた。取材などで驚かれて良く理由を聞かれるので、勉強は好きではないが、人生ゲームが好きだったこと[4]、父親が事業家で、大人が楽しそうに仕事をする姿がとても身近だったことの２つを挙げている[5]。
- 10歳くらいの趣味は、「吉野家チェック」だった[6]。秀子は家族で車に乗って国道沿いにある吉野家を通過するたびに、店内をのぞきこんで 「今お客さんが5人入っていた」、「客単価がいくらで1日何回転だから、売り上げはいくらだね。従業員がちょっと多すぎるかも」等と言っていた。年中やっていたら、父が「お父さんは知らなかったけど、お前が吉野家のオーナーだったのか」と言って、家族で大笑いしたという[7]。
- もともと起業家を志していた秀子は、経済学部がある日本大学の付属女子高校に入った。ものごとを考えたりするのは好きだが、誰かが計算機をたたけばわかるようなことには興味がわかず、まったく勉強しなかった。しかし、高校3年になって周囲が受験勉強を始めると、秀子も受験したくなり、父に『やっぱり受験しようかな』と言ったら、『お前が勉強しているのを、生まれてから一度も見たことがないし、家には勉強机もないくらいだ。ちょっと思っただけだろうから、やめた方がいいよ』と言われたので、秀子は受験勉強しなくていい、付属の大学へ入学したという。
- 大学でも勉強熱心という訳ではなく、好きな科目以外は再履修になることもあったが4年で卒業する。学生時代は、経営者である父や父の友人などから、経営の話を聞くのが好きだった[3]。
- 就職活動で、流通・販売に狙いを定めた秀子は、大手百貨店内にある眼鏡屋で初めてアルバイトをした。お客がゴルフをすることがこうしてすっかり接客の面白さに目覚めた秀子は、店の売上の半分を稼ぐこともあった。その後、新卒で就職した流通業では、1人で20人分の売上実績をつくった[8]。
- 大学を卒業する時には、起業を視野に入れて就職活動をした。10年後には起業したいと思い、できるだけ早く業界や会社の仕組みを知るため、大企業ではなく、中堅企業に行くことを決めていた。そして将来の起業を目指して吟味し、流通業を選んだ。秀子は流通業を選んだ理由を2つ挙げ、1つは「モノを仕入れて売る」という非常にシンプルな世界であり、会社全体や業界全体を把握するのにあまり長い時間はかからないであろうと思ったため。2つ目は、お客さまと「接する技術」を習得するため。どんな場面でもお客さまと直に接することを学んでおけば、いずれ起業したときに役立つと思ったため。また秀子は、自分が働く意味を感じ、自分のことを理解してくれる会社を選ぶことが重要だと考えていた。採用面接では、人事担当者や会社と自分の相性を考え、こちらから積極的に質問を投げかけて、社風をしっかり見極め、面接されるのではなく、自分も会社を面接する気持ちで面接に臨んでいた。
- 秀子の10分プレゼンテーションを見た人が、以前に見た動画と寸分違わないものだったので、一体どのくらい練習したのか尋ねると、「特に練習はしてませんが…」と、しばらく考え「何しろ、この1年で1000回ぐらい同じことを言っていますから自然と…」と答えたという[9]。
- 座右の銘は「全ては、自分を信じることから始まる」[1]

## 著書
- 『【図解】スピード・ノート』 主藤孝司（監修）、起業家大学（著）（PHP研究所、鶴岡秀子は、プロジェクトメンバーの一人[10]） 2005年1月20日 ISBN 978-4569634180
- 『一人で20人分の売上!新人ツルちゃんの接客営業 お客様に「ありがとう」と感謝される幸せな仕事』 （ダイヤモンド社）2005年3月3日 ISBN 978-4478540701
- 『10歳から起業すると決めていた 30代で年商14億を達成した私の仕事術』（ダイヤモンド社） 2006年7月27日 ISBN 978-4478321263
- 韓国版 『10歳から起業すると決めていた 30代で年商14億を達成した私の仕事術』 2007年5月5日
- 『天国体質になる! 仕事を楽しむ52の秘訣』（講談社）　2007年6月28日 ISBN 978-4062141383
- 台湾版 『10歳から起業すると決めていた 30代で年商14億を達成した私の仕事術』 2007年9月12日
- 台湾版 『一人で20人分の売上!新人ツルちゃんの接客営業 お客様に「ありがとう」と感謝される幸せな仕事』 2008年5月22日
- 『【図解】スピード・ノート／文庫版』 主藤孝司（監修）、起業家大学（著）、文庫版（PHP研究所、鶴岡秀子はプロジェクトメンバーの一人） 2008年10月1日 ISBN 978-4569671154
- 『人生を変える!夢の設計図の描き方 1年後に「自分らしい生き方」ができる方法』（フォレスト出版） 2009年7月22日 ISBN 978-4894513600
- 中国版 『一人で20人分の売上!新人ツルちゃんの接客営業 お客様に「ありがとう」と感謝される幸せな仕事』 2009年7月24日

## 研修教材
- 『E-PDCA 達人たちのPDCA』（ダイヤモンド社）2007年11月19日
- 『夢わくわくノート 「夢わくわく」夢モデル』[11]（光文書院）2008年1月15日

## CD
- 『あなたの夢に巻き込む、魔法のコミュニケーション Vol.99』（神田昌典×鶴岡秀子）（ALMACREATIONS）
- 『夢を語り、夢を共有し、夢を実現する方法』（福島正伸×鶴岡秀子）（フォレスト出版） 2009年10月27
- 『夢を実現する人の脳の中』（苫米地英人×鶴岡秀子）（フォレスト出版） 2009年10月27
- 『夢を叶える人のゴールのつくり方』（山﨑拓巳×鶴岡秀子）（フォレスト出版）

## DVD
- 『ツルちゃんの結果を出せる人の仕事術』（TOPBRAIN）2006年10月1日 ISBN 978-4904045114
- 『鶴岡秀子の元気がでる教室 Vol.1〜8.特別編』（ビーンスター）収録2006年3月〜11月
- 『人生を変える、夢の設計図の描き方』（TSUTAYA）2009年12月25日

## 新聞 雑誌
- 『なぜか「仕事ができる女」VS.「できない女」の習慣』（PHPカラット）2006.11月増刊号 2006年9月28日
- 『週刊ダイヤモンド』（ダイヤモンド社）2006.11.4 特大号 2006年11月14日
- 『TRINITY No.21 WINTER』（エルアウラ） 2006年11月29日
- 『東京コムウェル投資クラブ No.56』（日本ロビーインダストリアル） 2007年1月12日
- 『SUN No.56』（日本ロビーインダストリアル） 2007年1月12日
- 『Unicom News No.56』（日本ロビーインダストリアル） 2007年1月12日
- 『ユニバーサルジャーナル No.56』（日本ロビーインダストリアル） 2007年1月12日
- 『小四教育技術 別冊付録』（小学館） 2007年2月8日
- 『月刊 フナイ・メディア』2007年2月号 （船井メディア） 2007年2月8日
- 『日経EW』2007年5月号 （日経ホーム出版社） 2007年4月25日
- 『BUSINESS SUPPORT』2007年5月号 （東京商工リサーチ） 2007年5月1日
- 『MISS』2007年8月号 （世界文化社） 2007年6月28日
- 『Relieve』2007年8月号 （アンリミテッド） 2007年6月28日
- 『Born to win』2007年8月号 （クリエイティブスタジオ凛） 2007年7月31日
- 『月刊ビジネスデータ』2007年9月号 （日本実業出版社） 2007年9月6日
- 『フジサンケイ ビジネスアイ』2007年11月3日号 （日本工業新聞） 2007年11月3日
- 『成功するコミュニケーション術 達人のテクニック』（インフォレスト） 2008年3月12日
- 『ママに学ぶ仕事の要領』2008年5月20日号 （日経産業新聞） 2008年5月20日
- 『ジネスマンの強化書 Vol.1』（インフォレスト） 2008年6月12日
- 『にんげんクラブ会報誌7月号』（船井本社） 2008年7月7日
- 『夢をかなえる! デキる女の時間管理術』（PHP研究所） 2008年7月17日
- 『リスニングマガジン Just』2008年8月号（船井メディア） 2008年7月25日
- 『ゆほびかGOLD vol.3 幸せなお金持ちになる本』（マキノ出版） 2008年11月1日
- 『仕事とワタシを楽しむ本』（日本経済新聞出版社） 2009年1月31日
- 『PUMPKIN パンプキン 2月号』（潮出版社） 2009年2月1日
- 『週刊ホテルレストラン』2月27日号 （オータパブリケイションズ） 2009年2月26日
- 『オルタナ別冊 グリーン天職バイブル』3月12日号 （オルタナ） 2009年3月10日
- 『国際ホテル旅館』2月20日号 （ブライダル産業新聞社） 2009年4月15日
- 『あの人とこんな話』2009年4月20日号 （朝日新聞） 2009年4月20日
- 『会誌』7月14日号 （東京日本橋ロータリー・クラブ） 2009年7月14日
- 『読売新聞 衛星版』2009年8月19日号（読売新聞） 2009年8月19日
- 『週刊ホテルレストラン』8月21日号 （オータパブリケイションズ） 2009年8月21日
- 『アントレ』10月1日号 （リクルート） 2009年8月27日
- 『コンシェルジュ香港 2009年10月号 vol.89』（ConciergeCo.Ltd.） 2009年11月2日
- 『TKC 2009年12月号 vol.443』（TKC全国会） 2009年12月1日
- 『ドリームマップワーク』（NPO法人ハロードリームワークス実行委員会） 2009年12月7日
- 『調査月報』（日本政策金融公庫） 2010年1月5日
- 『月刊クロスロード』2010年1月号（B&A Hong Kong Co.、Ltd）2010年1月5日
- 『スパイダーウーマン』（SDP） 2010年1月9日
- 『日経ビジネスアソシエ』2010年3月2日号（日経BP） 2010年2月16日

## ラジオ番組
レギュラー番組
- 『鶴岡秀子の夢実現の法則』（ラジオNIKKEI 不定期:年間1〜3回程度）2009年7月6日 -　（2012年3月23日以降は放送は無し）

出演番組
- 『Eyes on Japan（Position Trade!）』（TOKYO FM JFN全国ネット） 2006年8月28日-9月4日 出演
- 『Saturday Night 3.9』（BayFM 78MHz 関東地区）2008年1月19日　特別ゲスト出演
- 『Wake Up TOKYO（Weider Power Your Morning）』（J-WAVE） 2008年9月29日-10月1日 出演
- 『J-smile』（インターFM） 2009年3月30日、4月6日 出演

## Webインタビュー
- 『TOP BRAIN 一人で20人分の売り上げ! 新人ツルちゃんの接客営業/ダイヤモンド社（1〜4）』（コミュニケーション・デザイン） 2005年4月24日
- 『TOP BRAIN 相手にあわせた「おもてなし」をしよう（1〜2）』（コミュニケーション・デザイン） 2007年1月28日
- 『第二新卒の就職・転職情報サイト 20works モテる社長の法則』（パソナ） 2008年1月29日
- 『ようこそユキオフィスへ! 臼井由妃のエグゼブティブ交遊録』（ドクターユキオフィス） 2008年2月14日
- 『わくわく夢大百科 夢モデルわくわくストーリー』（光文書院） 2008年5月20日
- 『@niftyビジネス 自分の名前で仕事をする! 伝説のホテルを創る(前編)』（@nifty） 2008年7月8日
- 『@niftyビジネス 自分の名前で仕事をする! 伝説のホテルを創る(後編)』（@nifty） 2008年7月15日
- 『Interview vol.24 受け取り力が、人生の可能性を開く』（スピリチュアル・ボイジャーズ） 2008年12月01日
- 『複数オーナーが所有するチャリティーホテル』（PressRomm.jp） 2009年2月5日
- 『早川さや香のプロフェッショナルの唯言』（宅ファイル便エンタメ） 2009年4月14日
- 『プレジデントインタビュー vol.839 10歳の頃から起業を考えていた』（プレジデントビジョン） 2009年6月8日
- 『プレジデントインタビュー vol.840 沢山感謝の投票を頂けるような経営者になる』（プレジデントビジョン） 2009年6月10日
- 『プレジデントインタビュー vol.841 従来にはない新しいホテル―「伝説のホテル」』（プレジデントビジョン） 2009年6月12日
- 『プレジデントインタビュー vol.842 みんなが頭を下げて泊まりに行くホテル』（プレジデントビジョン） 2009年6月15日
- 『プレジデントインタビュー vol.843 ビッグカンパニーを作るには、3つのステップがある』（プレジデントビジョン） 2009年6月17日
- 『プレジデントインタビュー vol.844 不幸に鈍感』（プレジデントビジョン） 2009年6月19日
- 『プレジデントインタビュー vol.845 天国体質と地獄体質』（プレジデントビジョン） 2009年6月24日
- 『プレジデントインタビュー vol.846 自分軸を作る』（プレジデントビジョン） 2009年6月26日
- 『プレジデントインタビュー vol.847 「志」と「野心」』（プレジデントビジョン） 2009年6月29日
- 『ドリームゲートスペシャルインタビュー 第95回』（ドリームゲート） 2009年10月20日
- 『伝説のホテル鶴岡秀子さんに学ぶ。最後に愛は勝つ』（All About） 2009年11月9日
- 『はたらいく』（リクルート） 2010年2月22日